# Rosaleda Municipal de San José
La Rosaleda Municipal de San José (en inglés: San Jose Municipal Rose Garden) es una rosaleda municipal de 5.5 acres (65,000 m²) de extensión, administrado por la sociedad « Friends of the San Jose Rose Garden » en colaboración con el ayuntamiento de San José, California, Estados Unidos.

## Localización
La rosaleda se ubica en la intersección de "Naglee Avenue" y "Dana Avenue", en el barrio del "Rose Garden neighborhood". 
San Jose Municipal Rose Garden, San José, Santa Clara county, California 95110 United States of America-Estados Unidos de América.
Planos y vistas satelitales.37°19′55.8″N 121°55′41.3″O / 37.332167, -121.928139
La entrada es gratuita. Está prohibida la entrada de perros.

## Historia
La rosaleda se ubica en los terrenos de un antiguo huerto de ciruelos, que fue comprado por el ayuntamiento de San José en 1927 y actualmente está dedicado exclusivamente al cultivo de rosales.
Es un jardín de exhibición oficial para la "All-America Rose Selections" (AARS) y el « San Jose Municipal Rose Garden » recibe galardones de rosas ganadoras por el AARS como anticipo de las presentaciones públicas de nuevas rosas. A inicios de la década del 2000, los recortes presupuestarios del ayuntamiento afectaban a la rosaleda. En el 2005 el AARS puso al San Jose Municipal Rose Garden en periodo de prueba y estuvo en riesgo de perder la acreditación del AARS.  
En el 2007 fue creada la asociación de los amigos de la rosaleda "Friends of the San Jose Rose Garden" (FSJRG), una asociación caritativa de voluntarios sin ánimo de lucro que se han propuesto la misión de restaurar y renovar el "San Jose Municipal Rose Garden". 
En diciembre de 2008 el AARS levantó la libertad condicional sobre el jardín y restauró la completa acreditación. En el 2009 fueron plantados unos 800 nuevos rosales como parte del proyecto de restauración. 
El 2 de mayo del 2009 el "San Jose Municipal Rose Garden" fue confirmado como rosaleda oficial del « All-America Rose Selections Test Garden », uno de los 23 existentes en los EE. UU. y el único en el Norte de California. La ceremonia de confirmación y corte de cinta inaugural de los nuevos lechos de pruebas fue presidida por el alcalde de San José Chuck Reed, the Presidente de la "All America Rose Selections", Tom Carruth, el concejal Pierluigi Oliverio, y los  Cofundardores de "Friends of the San Jose Rose Garden", Beverly Rose Hopper y Terry Reilly.  
El 15 de diciembre del 2009 la restauración de la rosaleda por el voluntariado del "Friends of the San Jose Rose Garden" en colaboración con el ayuntamiento de San José, fue reconocida a nivel nacional en la página de internet de presidente Obama,  Corporation for National and Community Service.

## Colecciones
El jardín se dedica exclusivamente a los arbustos de rosas con más de 4.000 arbustos de rosas con 189 variedades representadas.
- Los Híbridos de té abarcan el 75 por ciento de las plantaciones. Estos arbustos están caracterizados por una sola floración centrada por vástago.
- Rosas floribundas, que tienen racimos de floraciones por vástago.
- Rosas grandifloras, que son más altos que los híbridos de té y ofrecen tanto floraciones en racimos como vástagos de floración solitaria.
- Rosas miniatura,
- Rosales trepadores, una variedad de rosa que envía largos tallos que se guían hacia arriba sobre las cercas que rodean el jardín.
- Rosas Polyanthas, arbustos de rosa con hábito de crecimiento bajo con los racimos de pequeñas flores.

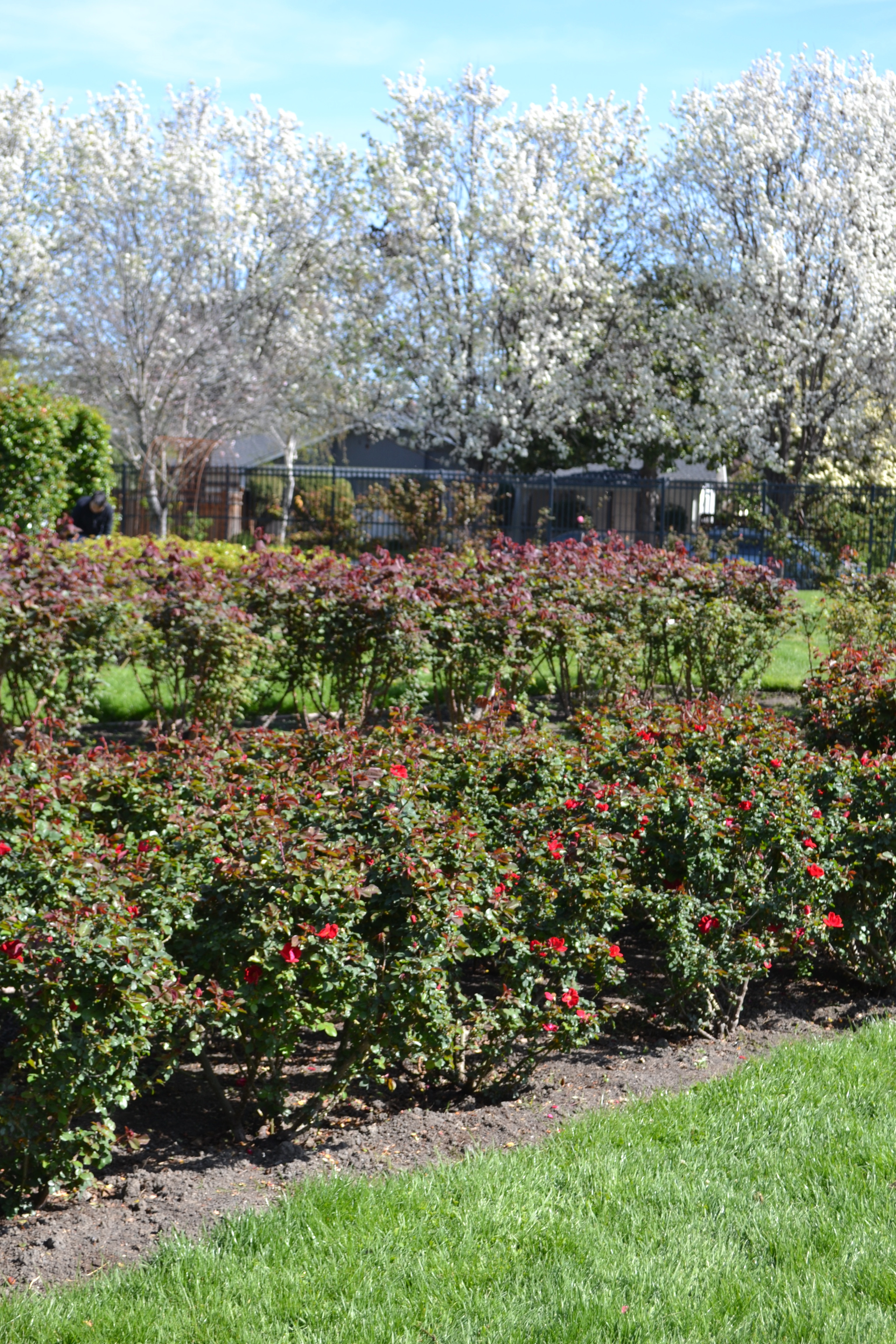
Vista parcial de la rosaleda de San José.
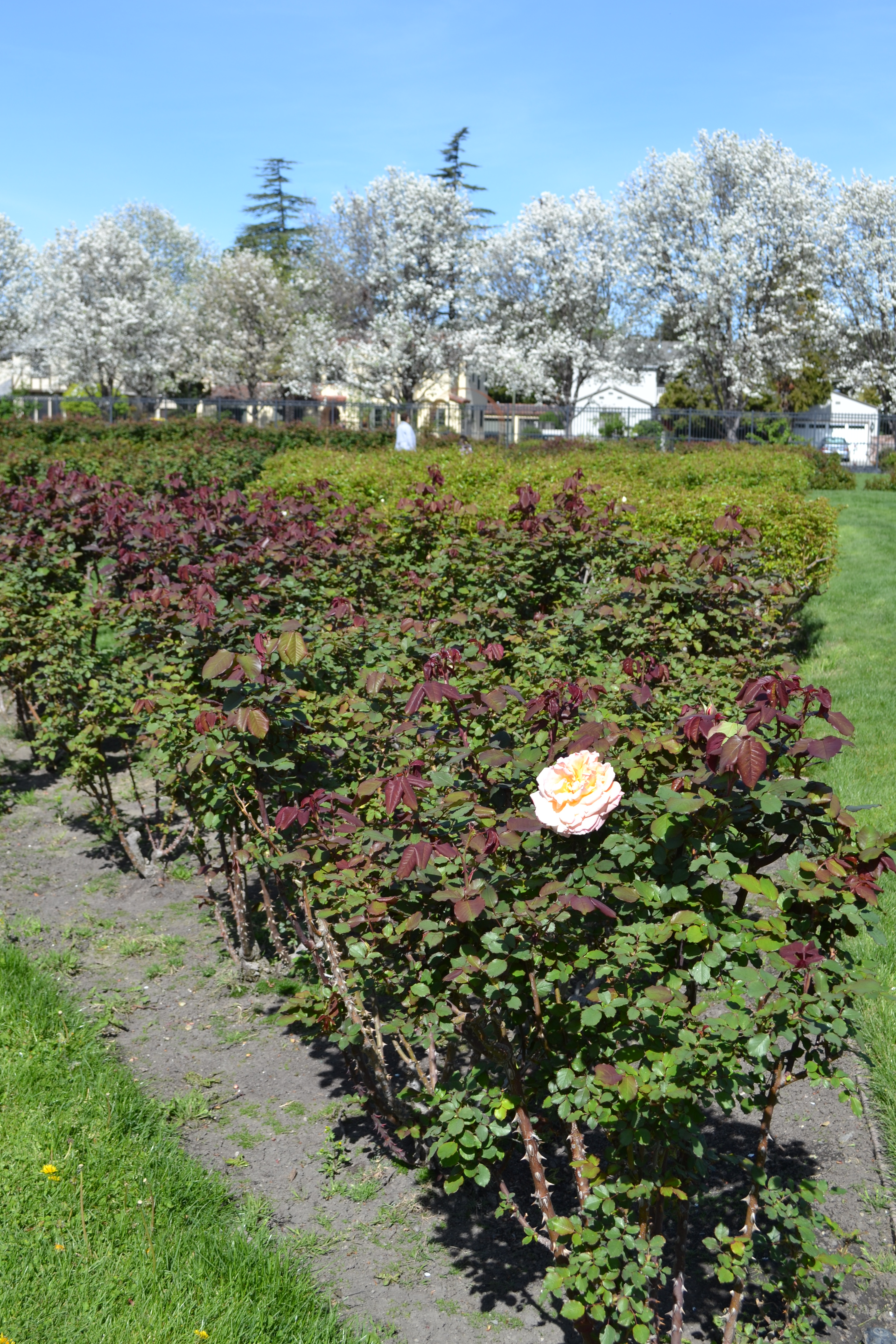
Otra sección de la rosaleda de San José.
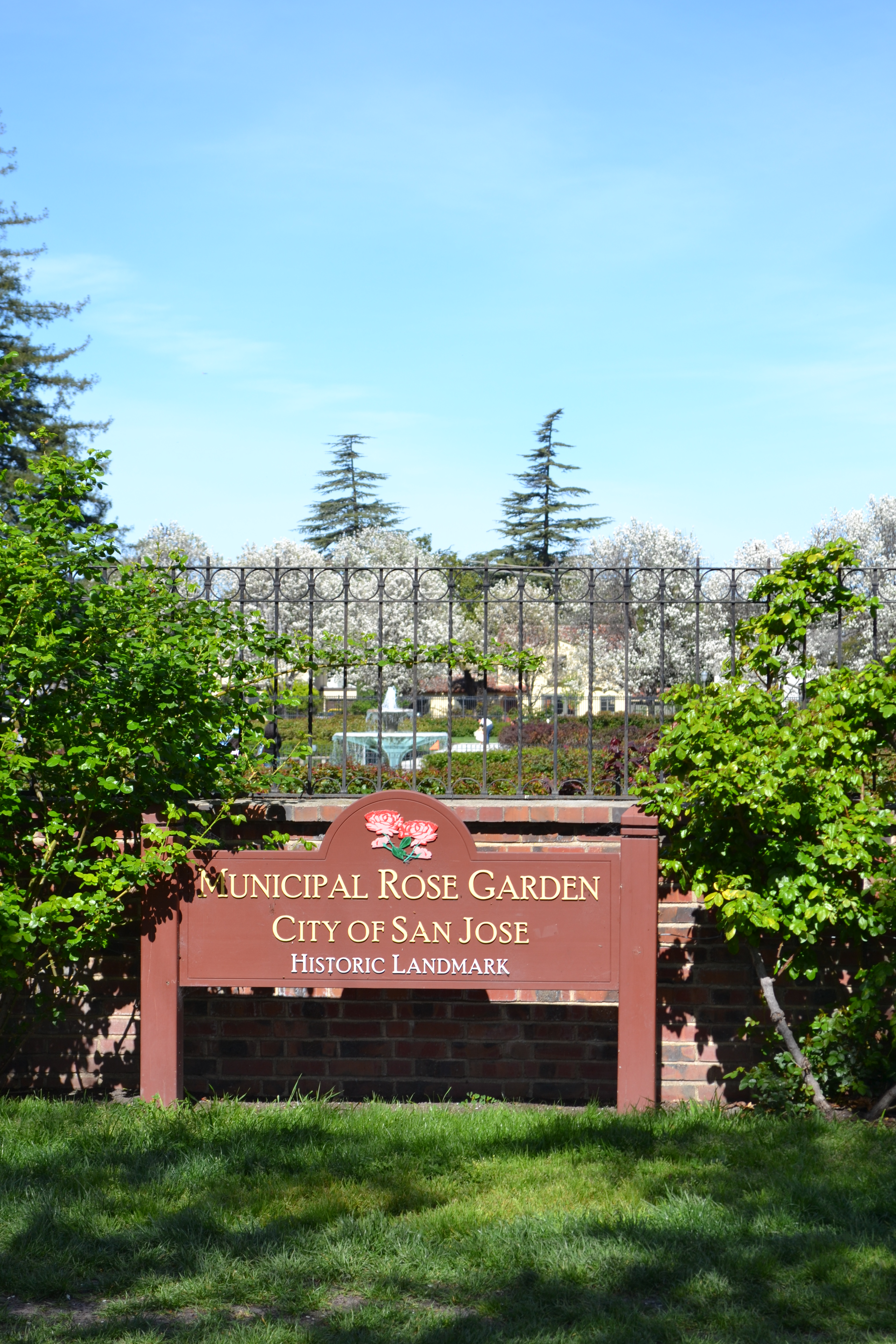
Vista de la rosaleda desde la calle.
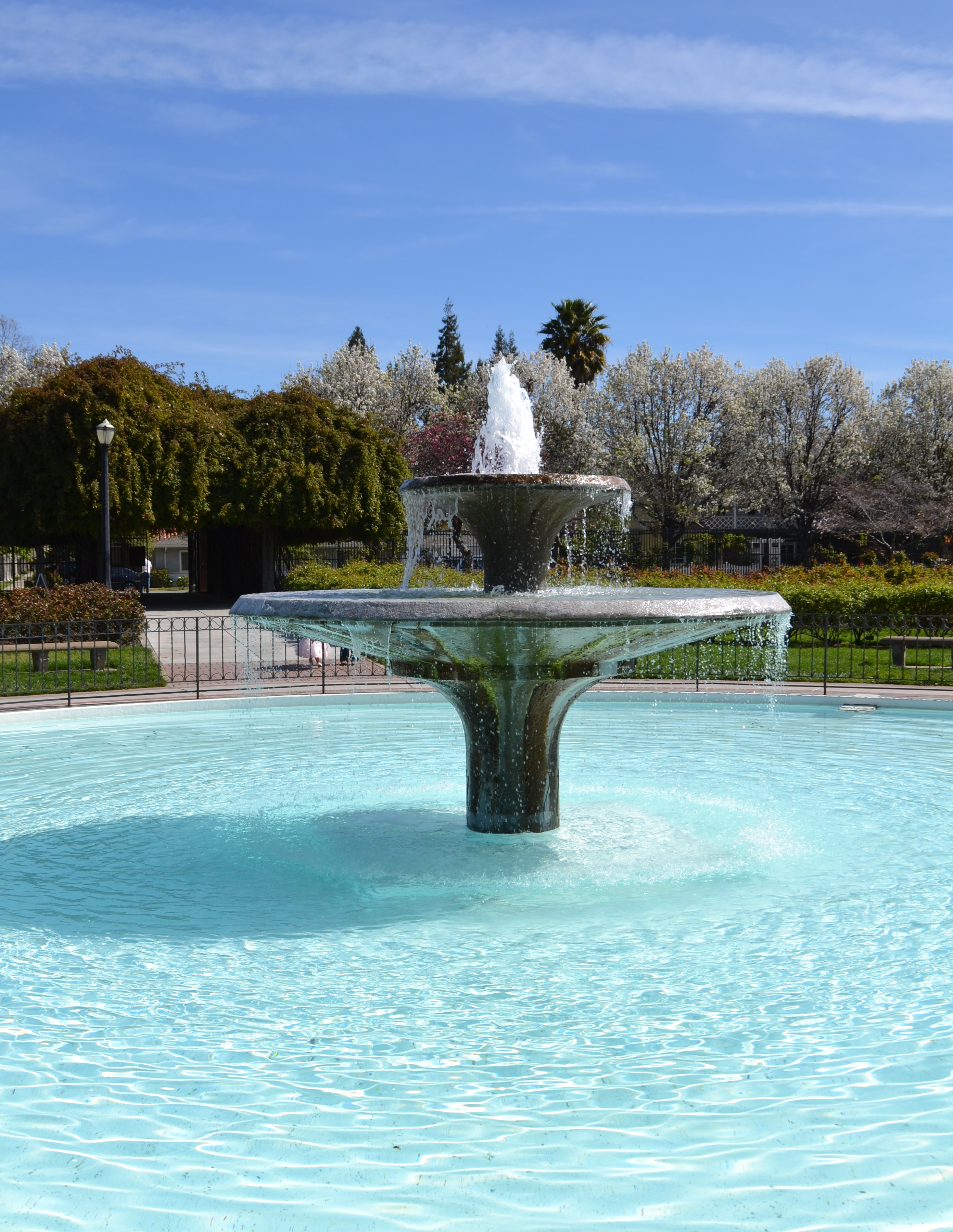
Fuente en la rosaleda de San José.